# Pugettia gracilis
Pugettia gracilis är en kräftdjursart som beskrevs av James Dwight Dana 1851. Pugettia gracilis ingår i släktet Pugettia och familjen Epialtidae. Inga underarter finns listade i Catalogue of Life.

## Bildgalleri

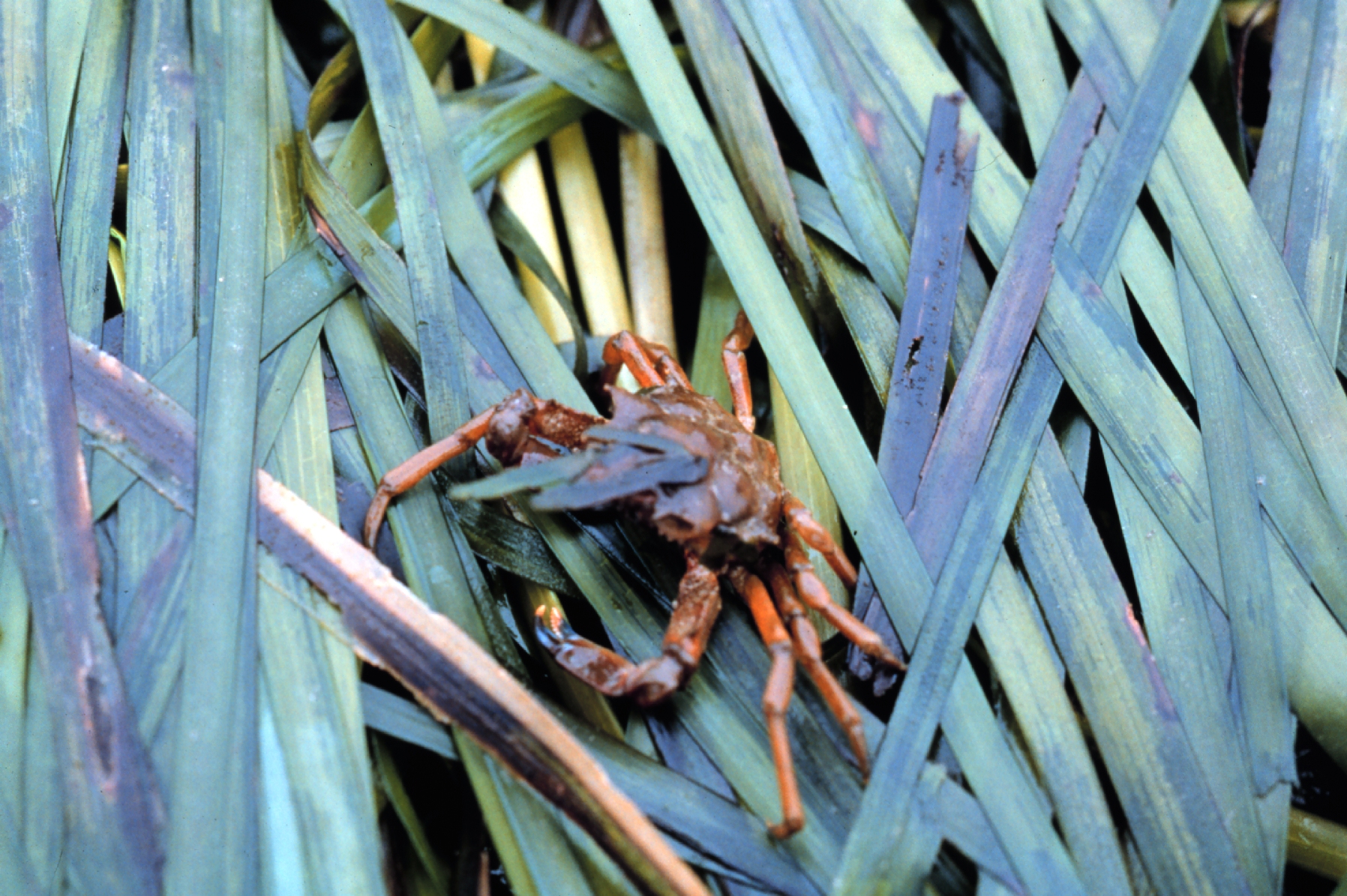